# Стробил (крепость)
Стробилос (греч. Στρόβιλος), нынешний Аспат или Чифит Калеси - византийская крепость на юго-западном побережье Малой Азии напротив острова Кос и недалеко от современного Бодрума в Турции.
Впервые упоминается в 724 году, что делает его одним из немногих известных малоазийских населенных пунктов, основанных в раннем средневековье.  Наиболее известен как место изгнания, а также как важная крепость и военно-морская база фемы Кивирреоты. Подвергался нападению арабов в 924 и 1035 гг. В XI в. здесь также существовал монастырь.
Крепость была разграблена турками-сельджуками около 1080 г., но восстановлена и перестроена при императорах из династии Комнинов и была во власти Византии до 1269 г., когда её захватил бейлик Ментеше.